# Дре (Горњопровансалски Алпи)
Дре (фр. Draix) насеље је и општина у Француској у региону Прованса-Алпи-Азурна обала, у департману Горњопровансалски Алпи која припада префектури Дињ ле Бен.
По подацима из 2011. године у општини је живело 77 становника, а густина насељености је износила 3,34 становника/km². Општина се простире на површини од 23,04 km². Налази се на средњој надморској висини од 900 метара (максималној 2.280 m, а минималној 760 m).

## Демографија
| 1962. | 1968. | 1975. | 1982. | 1990. | 1999. | 2011. |
| ----- | ----- | ----- | ----- | ----- | ----- | ----- |
| 41    | 50    | 81    | 80    | 83    | 86    | 77    |

График промене броја становника у току последњих година